# 1,3,5-三叠氮-2,4,6-三硝基苯
1,3,5-三叠氮-2,4,6-三硝基苯（代号：TATNB）是一种较为环保的火工药剂，在开放的空气环境中能够快速燃烧并伴有明亮的蓝色火焰，在金属管中加热则会发生猛烈爆炸，具有作为击发药和起爆药使用的潜力。该药因热稳定性和流散性缺陷，目前并未得到大规模使用。
为便于叙述，下文统一称1,3,5-三叠氮-2,4,6-三硝基苯为TATNB。

## 历史
TATNB最早由捷克斯洛伐克人奥尔德里奇·图雷克（Oldřich Turek）于1924年通过叠氮化钠与均三氯三硝基苯反应制得，图雷克的这一发现随后于1929年和1930年分别获得英国及德国专利。
自TATNB被发现以来，包括图雷克在内的研究者大多将其作为雷管、火帽中含铅起爆药的替代品使用，并以此申请了多项专利。

## 物理性质
TATNB属单斜晶系，其晶胞参数为：a=0.54256nm，b=1.8552nm，c=1.2129nm，β=94.91°，V=1.2163nm3，Z=4，空间群为P21/c。
TATNB晶体密度为1.81g/cm3，加压300MPa时密度约为1.751g/cm3，加压500MPa时密度则可达1.7526g/cm3，但当加压大于30MPa时其就可能出现压死现象。TATNB在常温下不溶于水，吸湿性也较差，在水中放置3.5年也不会发生明显变化。TATNB略溶于乙醇，易溶于氯仿、丙酮。

## 化学性质
TATNB与大多数金属和合金均不会反应，在潮湿环境下，其与铁、铝、铜、黄铜不反应，但部分文献记载其与铅和钢会有一定程度反应。
TATNB在熔点温度附近会发生分解，生成苯并三氧化呋咱和氮气。该反应在较低温度下也会缓慢进行，且反应速度随温度上升而提高：20°C下3年时间分解量为0.665%；35°C下1年时间分解量为2.43%；50°C下10天时间分解量0.65%；100°C下14小时完全分解。TATNB较差的热稳定性能也成为其实际应用的一大障碍。
根据量子化学分子轨道计算研究，TATNB的分解反应以如下步骤进行：分子中一处叠氮基的第一个氮氮键断裂同时与其邻位硝基上的氧成键，形成第一个杂环；第一个杂环硝基一侧邻位叠氮基的第一个氮氮键断裂，并与其另一侧硝基上的氧成键，形成第二个杂环；最后一组叠氮基与硝基通过相同方式形成第三个杂环。其中第一步反应速度最慢，为控速步骤。在这一过程中，还存在部分竞争反应，如：叠氮基的第一个氮氮键断裂后不与硝基上的氧成键；第一个杂环形成后，原先硝基对位的叠氮基与原先叠氮基对位的硝基以相同方式成环等，但这些副反应大多难以发生，对主要反应影响有限。

## 制备工艺
TATNB发现者图雷克采用苯胺与氯气反应制得2,4,6-三氯苯胺，随后以硫酸、亚硝酸及乙醇脱去氨基得到1,3,5-三氯苯，之后再在硫酸环境下使用硝酸硝化制得均三氯三硝基苯。将一定量叠氮化钠或叠氮化钾溶入2:2:1比例的水、乙醇、丙酮混合液，随后以一定比例混合均三氯三硝基苯和混合液，期间反应温度维持在20°C至30°C范围内并在合适时刻真空抽离丙酮，经30分钟反应即可获得TATNB结晶，产率约70%至80%。以此方法获取的结晶产物纯度较低，还需使用氯仿或其他溶剂再次提纯。上述方法至今依然是制备TATNB的主要手段，但后续文献大多省略了丙酮的处理步骤。
此外，在特定实验条件下，还可使用1,3,5-三叠氮-2,4-二硝基苯和发烟硝酸在浓硫酸环境下反应制取TATNB。将3种物质的特定比例混合液在室温下静置4小时，随后在0°C下继续静置12小时，过滤并用水洗涤滤渣。为提高产率，向滤液内加入等体积水稀释，过滤并用乙酸重结晶滤渣，随后合并2份所得固体，使用乙酸重结晶后即可得到亮黄色片状结晶。TATNB的最终产率约为91%。

## 爆炸性能
TATNB氧平衡为-28.6%，属负氧平衡炸药。其爆容为755L/kg，密度1.5g/cm3时爆速7200m/s，1.54g/cm3时爆速为7500m/s，1.7g/cm3时爆速则上升至8100m/s。
TATNB的爆炸威力介于特屈儿和PETN间，是最猛烈的起爆药之一，经30Mpa压装过的0.01gTATNB即可起爆特屈儿，0.02g则可起爆TNT。